# Michel Gurfi
Michel Leandro Gurfinkiel Korngold (Buenos Aires, 3 de diciembre de 1982), más conocido profesionalmente como Michel Gurfi, es un actor y productor argentino.

## Carrera
Como jugador de fútbol profesional se ha desempeñado en Argentina (club Altas), España (club Mérida), México (club Lobos Buap, Querétaro, Coras Tepik).
Ha participado en varias telenovelas mexicanas, colombianas, españolas y argentinas. Dos de sus trabajos más reconocidos en series españolas son, Física o química, donde compartió créditos con los actores Cecilia Freire, Bart Santana, Nuria González, Ana Milán, Blanca Romero, Joaquín Climent, Leonor Martín, Úrsula Corberó, Gonzalo Ramos, Andrea Duro, Javier Calvo, Angy Fernández, Adam Jezierski, Maxi Iglesias, Karim El-Kerem y Andrés Cheung, y Los Serrano, donde compartió créditos con los actores Antonio Resines, Antonio Molero, Jesús Bonilla, Víctor Elías, Natalia Sánchez, Lydia Bosch, Julia Gutiérrez Caba, Dafne Fernández, Jaydy Michel, Jorge Jurado, Pepa Aniorte, Alejo Sauras, Goizalde Núñez, Alexandra Jiménez y Ignacio Montes.
En 2014 actuó en el filme dominicano El Pelotudo como protagonista.

## Vida personal
En 2010 dio a conocer su noviazgo con Luciana Aymar. La pareja terminó su relación en 2014.

## Filmografía

### Televisión
| Año       | Título                     | Personaje          | País                                    |
| --------- | -------------------------- | ------------------ | --------------------------------------- |
| 2003-2004 | Crónicas de un amor dispar | Álvaro Finochietti | Bandera de México                       |
| 2004      | Rebelde                    | Joaquín Mascaro    | Bandera de México                       |
| 2005      | Top models                 | Marco Sáenz        | Bandera de México                       |
| 2006      | Amores cruzados            | Alejandro          | Bandera de México · Bandera de Colombia |
| 2007      | Tiempo final               | Gonzalo            | Bandera de Colombia                     |
| 2008      | Física o química           | Jonathan Zafra     | Bandera de España                       |
| 2008      | Los Serrano                | Gael Montenegro    | Bandera de España                       |
| 2009      | Champs 12                  |                    | Bandera de Argentina                    |
| 2010      | Valientes                  | Mario Soto         | Bandera de España                       |
| 2010      | Alguien que me quiera      | Nicolás Vega       | Bandera de Argentina                    |
| 2011      | Los únicos                 | Lucho              | Bandera de Argentina                    |
| 2012      | Lobo                       | Iván               | Bandera de Argentina                    |
| 2013      | Historia clínica           |                    | Bandera de Argentina                    |
| 2013      | ¿Dónde está Mandy?         | Nicolás            | Bandera de Estados Unidos               |

### Como productor
- Xqno (2005 - México)
- La bella y el nerd (2007 - México)